# Appels d'urgence (émission de télévision)
Appels d'urgence est un magazine de société créé en 2000 et diffusé sur TF1 jusqu'en 2013 et présenté par Carole Rousseau,. De 2015 à 2018, l'émission est diffusée sur NT1 sans présentateur,.
Depuis septembre 2018, l'émission est présentée, sur TFX (nouveau nom de NT1) par Hélène Mannarino. En plus des plateaux de présentation, la journaliste intervient dans le choix des sujets et dans la production des reportages.

## Concept
Appels d'urgence propose de découvrir des reportages inédits sur la vie au quotidien des professionnels des urgences : pompiers, gendarmes, urgentistes, mais aussi brigades de douane, vétérinaires, etc.

## Appels d'urgence en Belgique
En Belgique, la chaîne AB3 diffuse de nombreuses émissions de TFX sur sa propre antenne dont Appels d'urgence, l'émission réalise des bonnes audiences par rapport à l'audimat habituel de la chaîne,.
Une autre émission au nom homonyme mais au concept différent est diffusée depuis 2018 sur RTL-TVI. Contrairement à l'émission française qui suit les services d'urgences sur le terrain, Appels d'urgence version belge s'intéresse aux appels donnés par la population aux numéros d'urgence. L'émission est déclinée en France sous le nom Allô les secours, diffusée sur C8,.